# Shu Hiramatsu
Shu Hiramatsu (平松 宗 Hiramatsu Shu?, Niigata, 20 de noviembre de 1992) es un futbolista japonés que juega como delantero en el Thespakusatsu Gunma de la J2 League.

## Trayectoria

### Clubes
| Club                      | País  | Año       |
| ------------------------- | ----- | --------- |
| Albirex Niigata           | Japón | 2015-2019 |
| Mito HollyHock (cedido)   | Japón | 2016      |
| V-Varen Nagasaki (cedido) | Japón | 2017-2018 |
| Kataller Toyama (cedido)  | Japón | 2019      |
| Kataller Toyama           | Japón | 2020      |
| S. C. Sagamihara          | Japón | 2021      |
| Thespakusatsu Gunma       | Japón | 2022-     |